# William Barbio
William Silva Gomes Barbio, noto semplicemente come William Barbio (Belford Roxo, 22 ottobre 1992), è un calciatore brasiliano, attaccante dell'Amazonas.

## Caratteristiche tecniche
È un'ala destra.

## Carriera
Cresciuto nelle giovanili del Nova Iguaçu, ha esordito in prima squadra il 20 gennaio 2011 in occasione del match del Campionato Carioca pareggiato 1-1 contro l'Americano.